# Korleder
En korleder (eller kordirigent) er en person, der dels leder et kor under opførelser, dels står for indstudering under korprøver.
Korlederen har en meget væsentlig rolle i forhold til de valg, der tages rent kunstnerisk: tempo, udtryk, intonering etc. Især i klassisk europæisk kompositionsmusik regnes korlederen (dirigenten) for en selvstændig musiker på linje med solisterne.
| Musik | Spire Denne musikartikel er en spire som bør udbygges. Du er velkommen til at hjælpe Wikipedia ved at udvide den. |